# Spinachia
Spinachia is een monotypisch geslacht van straalvinnige vissen uit de familie van de Gasterosteidae (stekelbaarzen).

## Soort
- Spinachia spinachia (Linnaeus, 1758) (Zeestekelbaars)

Niet geaccepteerde soort:
- Spinachia vulgaris Fleming, 1828 geaccepteerd als Spinachia spinachia (Linnaeus, 1758)